# Projet d'aménagement d'ensemble
Pour les articles homonymes, voir PAE.
Un projet d'aménagement d'ensemble est un dispositif de participation des constructeurs au financement fondé en 1985 et qui a cessé d’exister le 1er mars 2012.
La participation qui permet de lever des fonds est une alternative à la participation et à la fiscalité. Il peut être combiné avec certains d'entre eux.